# Уть (притока Кільмезю)
Уть (рос. Уть) — річка в Удмуртії (Красногорський та Селтинський райони), Росія, права притока Кільмезю.
Річка починається за 4 км на південний схід від присілку Гаїнці. Протікає спочатку на північний захід, після прийому праворуч притоки Осиновка плавно повертає на південний захід. При вході на територію Селтинського району повертає на південь, але через 2-3 км плавно повертає на південний схід. Нижня течія не має певного напрямку і річка утворює меандри, спрямовані у всі сторони світу. Впадає до Кільмезю нижче присілку Головізнин Язок і є ширшою, аніж головна річка. Більша частина течії протікає через лісові масиви, ділянка в середній течії між притоками Чукшець та Турне має вузьку безлісу заплаву, обмежену стрімкими бортами долини. Ширина русла в середній течії становить 15 м, глибина до 1 м, у нижній ширина сягає 25 м при глибині всього 0,3 м. Швидкість течії переважно 0,3 м/с. Біля присілку Гаїнці та у присілку Пивовари збудовано автомобільні мости.
Притоки:
- праві — Осиновка, Ботаниха, Полом, Чукшець
- ліві — Каркалайка, Турне, Сінепурка

На річці розташовані село Кур'я та присіли Великі Чуваші, Пивовари і Сичі Красногорського району.